# Jean Rouquette
Pour les articles homonymes, voir Rouquette.
Jean Rouquette (en occitan Joan Roqueta), né à Sète le 13 février 1938,, est un prêtre et écrivain languedocien et un critique littéraire occitan. Son œuvre, sous le pseudonyme Joan Larzac, est marquée par la foi et l'érudition.

## Biographie
Il est le frère de l'écrivain languedocien Yves Rouquette et le beau-frère de Marie Rouanet.
Alors étudiant au séminaire d'Issy-les-Moulineaux, il fréquente la Société des félibres de Paris, devant laquelle il donne des causeries en 1962 et 1963.

## Œuvres
- La Littérature d'oc, Que sais-je ? Paris: Presses universitaires de France, 1962, rééd.1980

Sous le pseudonyme Joan Larzac :
- Sola Deitas, recueil de poèmes, 1962
- La musica occitana, I.E.O./ Institut d'études occitanes, 1970
- Petit livre de l'Occitanie, 4 vertats, 1971, Maspero, 1972
- Anthologie de la poésie religieuse occitane, Privat, 1972
- Per una lectura politica de la bíblia, Institut d'études occitanes, 1973
- Descolonisar l'istòria occitana, Institut d'études occitanes, 1977
- Òbra poëtica, Institut d'études occitanes, 1986
- Istòria de l'art occitan, Institut d'études occitanes, 1989
- Dotze taulas per Nòstra Dòna, Institut d'études occitanes/Cercle occitan de Montpellier, 1990
- La bíblia del dimenge e de las fèstas , CIDO, 1997
- Se rauqueja ma votz, Letras d'òc, 2019

### Traductions
- Josèp Delteil, Francés d'Assisi, Institut d'études occitanes, 1978 (avec Juli Plancada)
- La Bíblia - Ancian Testament, Letras d'òc, 2013
- La Bíblia - Novèl Testament, Letras d'òc, 2016